# روبرت شامبرز (سياسي كندي)
روبرت شامبرز هو سياسي كندي، ولد في مارس 1809 في كندا، وتوفي في 1886 في مدينة كيبك في كندا. انتخب List of mayors of Quebec City ‏ (6 مايو 1878 – 3 مايو 1880).